# Cetina
Cetina je naselje na Hrvaškem, ki upravno spada pod občino Civljane Šibeniško-kninske županije.
Naselje leži ne daleč stran od izvira reke Cetine, oddaljeno okoli 11 km od naselja Vrlika. V srednjem veku se je tu nahajalo naselje Vrhrika (Vrlika), ki je bilo sedež županije Vrhrika. Turki so kraj zavzeli leta 1513, prebivalci pa so se izselili v bližnje naselje Prozor, imenovano po trdnjavi, ki je stala nad naseljem in jo je v začetku 15. stoletja postavil veliki vojvoda in hrvaški ban Hrvoje Vukčić Hrvatinić. V času turške uprave so tu naseljevali  prebivalce iz notranjost Balkana. Izpod turškega jarma je bil osvobojeno leta 1683. V vojni med leti 1991 do 1995 je bilo okupirano s strani Srbov ter osvobojeno v Operaciji Nevihta avgusta 1995.
Na področju naselja se nahajajo ruševine starohrvaške cerkve sv. Spasa, ene od najstarejših in najbolje ohranjenih spomenikov zgodnje srednjeveških cerkvenih gradenj na hrvaškem. Enoladijska triapsidna cerkev z mogočnim zvonikom je bila zgrajena  v 9. stoletju. Kasneje je bila povečana. Okoli cerkve je bilo pokopališče z več kot 1.000 grobovi nad katerimi je bilo postavljenih 800 stečkov.

## Demografija
| Pregled števila prebivalcev po letih | Pregled števila prebivalcev po letih | Pregled števila prebivalcev po letih | Pregled števila prebivalcev po letih | Pregled števila prebivalcev po letih | Pregled števila prebivalcev po letih | Pregled števila prebivalcev po letih | Pregled števila prebivalcev po letih | Pregled števila prebivalcev po letih | Pregled števila prebivalcev po letih | Pregled števila prebivalcev po letih | Pregled števila prebivalcev po letih | Pregled števila prebivalcev po letih | Pregled števila prebivalcev po letih | Pregled števila prebivalcev po letih |
| ------------------------------------ | ------------------------------------ | ------------------------------------ | ------------------------------------ | ------------------------------------ | ------------------------------------ | ------------------------------------ | ------------------------------------ | ------------------------------------ | ------------------------------------ | ------------------------------------ | ------------------------------------ | ------------------------------------ | ------------------------------------ | ------------------------------------ |
| 1857                                 | 1869                                 | 1880                                 | 1890                                 | 1900                                 | 1910                                 | 1921                                 | 1931                                 | 1948                                 | 1953                                 | 1961                                 | 1971                                 | 1981                                 | 1991                                 | 2001                                 |
| 606                                  | 599                                  | 548                                  | 755                                  | 843                                  | 866                                  | 981                                  | 1036                                 | 1001                                 | 1037                                 | 1146                                 | 1100                                 | 951                                  | 853                                  | 123                                  |